# シュワスマン・ワハマン第2彗星
シュワスマン・ワハマン第2彗星（シュワスマン・ワハマンだい2すいせい、31P/Schwassmann-Wachmann）は、太陽系の周期彗星である。1929年1月17日にアルノルト・シュヴァスマンとアルノ・ヴァハマンが11等で発見した。それ以来、回帰のたびに観測されている。核の直径は6.2kmと推定されている。